# Jeish Muhammad
Jeish Muhammad ou Jaysh Muhammad (em árabe: جيش محمد الفاتح Jaish Muḥammad al-Fātiḥ, tradução: Exército de Muhammad, o Conquistador; JM) é um grupo militante iraquiano com motivação política e religiosa criado para resistir a ocupação do Iraque pelas forças lideradas pelos Estados Unidos. A facção politicamente motivada dentro da organização é composta principalmente de ex-membros do Partido Ba'ath, principalmente da região sunita.
Inicialmente acreditou-se que o Jaysh Muhammad consistia em combatentes que se infiltraram no Iraque a partir da Arábia Saudita e outros países árabes. Mais tarde, no entanto, verificou-se que os seus membros seriam principalmente de cidadãos iraquianos, ex-oficiais do regime baathista. Isso foi apoiado por sua capacidade de usar uma rede de informações do pré-guerra e infraestrutura de abastecimento. O JM foi responsável por ataques sofisticados às forças da Coalizão durante o início de 2004, auxiliado por ex-oficiais de inteligência e segurança.

## Composição
O grupo teria sido fundado em 2003 por um grupo de insurgentes em Diyala durante uma reunião entre representantes das cidades de Ramadi, Fallujah, Samarra e Baquba.
As brigadas conhecidas do Jaysh Muhammad:
- Brigada Al-Husayn
- Brigada Al-Abbas
- Brigada da Jihad Islâmica
- Brigada Abdallah Bin-Jahsh Bin-Rikab al-Asadi
- Brigada Walid Bin al-Mughirah
- Brigada Umar al-Faruq
- Al-Mahdi al-Muntazir